# Danh sách Đại biểu Quốc hội Việt Nam khóa XII theo tỉnh thành
Ngày 20 tháng 5 năm 2007, các cử tri Việt Nam đã tham gia cuộc Bầu cử Đại biểu Quốc hội để chọn 500 đại biểu Quốc hội Việt Nam khóa XII từ 875 người được đề cử và tự ứng cử.
Đã có 56.252.543 (trong tổng số 56.457.532; đạt 99,64%) cử tri đã đi bỏ phiếu tại 83.219 khu vực bỏ phiếu thuộc 182 đơn vị bầu cử. Số phiếu hợp lệ (55.802.444) đạt 92,20% tổng số phiếu.
Dự kiến ban đầu sẽ bầu ra 500 đại biểu nhưng chỉ có 493 người trúng cử (đạt số phiếu ủng hộ hơn 50%). Chỉ có một người tự ứng cử và trúng cử là ông Nguyễn Minh Hồng. Có 127 đại biểu là nữ (chiếm 25,76%) và 87 đại biểu là người dân tộc thiểu số (chiếm 17,65%). Phần lớn đại biểu trúng cử là đảng viên Đảng Cộng sản Việt Nam, số đại biểu ngoài đảng là 43. Có 12 người do Ban Chấp hành Trung ương Đảng Cộng sản Việt Nam giới thiệu không trúng cử.
Đại biểu đạt số phiếu ủng hộ cao nhất là ông Nguyễn Tấn Dũng (99,07%) còn người đạt số phiếu ủng hộ thấp nhất là ông Nguyễn Văn Bé (50,03%). Hòa thượng Thích Thanh Tứ (tức ông Trần Văn Long) là đại biểu cao tuổi nhất (80 tuổi) còn bà Vi Thị Hương (sinh năm 1983) là đại biểu trẻ tuổi nhất (24 tuổi).

## Hà Nội
| Đơn vị bầu cử                              | Người trúng cử                                | Tỷ lệ ủng hộ (%) |
| ------------------------------------------ | --------------------------------------------- | ---------------- |
| Quận Ba Đình, Cầu Giấy                     | Nguyễn Phú Trọng                              | 88,12            |
| Quận Ba Đình, Cầu Giấy                     | Nguyễn Đức Nhanh                              | 67,59            |
| Quận Ba Đình, Cầu Giấy                     | Nguyễn Hồng Sơn                               | 64,31            |
| Quận Hai Bà Trưng, Hoàn Kiếm               | Ngô Thị Doãn Thanh                            | 81,71            |
| Quận Hai Bà Trưng, Hoàn Kiếm               | Ngô Anh Dũng                                  | 73,31            |
| Quận Hai Bà Trưng, Hoàn Kiếm               | Nguyễn Viết Thịnh                             | 71,82            |
| Quận Đống Đa, Thanh Xuân                   | Đào Trọng Thi                                 | 75,74            |
| Quận Đống Đa, Thanh Xuân                   | Nguyễn Phạm Ý Nhi                             | 66,82            |
| Quận Đống Đa, Thanh Xuân                   | Đặng Huyền Thái                               | 60,83            |
| Quận Tây Hồ, Từ Liêm                       | Nguyễn Minh Hà                                | 68,98            |
| Quận Tây Hồ, Từ Liêm                       | Nguyễn Thị Nguyệt Hường                       | 63,50            |
| Quận Tây Hồ, Từ Liêm                       | Vũ Hồng Anh                                   | 57,52            |
| Quận Hoàng Mai, Thanh Trì                  | Nguyễn Tiến Dĩnh                              | 72,38            |
| Quận Hoàng Mai, Thanh Trì                  | Đặng Văn Khanh                                | 71,49            |
| Quận Hoàng Mai, Thanh Trì                  | Nguyễn Ngọc Đào                               | 54,49            |
| Quận Long Biên, Gia Lâm                    | Trần Văn Long (tức Hòa thượng Thích Thanh Tứ) | 76,77            |
| Quận Long Biên, Gia Lâm                    | Nguyễn Thị Hồng Hà                            | 68,17            |
| Quận Long Biên, Gia Lâm                    | Nguyễn Thị Hoa                                | 51,19            |
| Sóc Sơn, Đông Anh                          | Đỗ Căn                                        | 78,05            |
| Sóc Sơn, Đông Anh                          | Phạm Thị Loan                                 | 66,27            |
| Sóc Sơn, Đông Anh                          | Trần Thị Quốc Khánh                           | 60,34            |
| Thị xã Sơn Tây, Ba Vì, Phúc Thọ            | Chu Sơn Hà                                    | 81,96            |
| Thị xã Sơn Tây, Ba Vì, Phúc Thọ            | Nguyễn Văn Chi                                | 80,31            |
| Thị xã Sơn Tây, Ba Vì, Phúc Thọ            | Phạm Thị Hồng Nga (tức Phạm Hồng Nga)         | 77,43            |
| Thạch Thất, Quốc Oai, Đan Phượng, Hoài Đức | Nguyễn Đình Quyền                             | 81,53            |
| Thạch Thất, Quốc Oai, Đan Phượng, Hoài Đức | Bùi Duy Nhâm                                  | 80,21            |
| Thạch Thất, Quốc Oai, Đan Phượng, Hoài Đức | Trần Thị Kim Phương (tức Trần Kim Phương)     | 53,82            |
| Thành phố Hà Đông, Chương Mỹ, Thanh Oai    | Nguyễn Thị Bích Ngọc                          | 81,66%           |
| Thành phố Hà Đông, Chương Mỹ, Thanh Oai    | Hà Văn Hiền                                   | 79,51            |
| Thành phố Hà Đông, Chương Mỹ, Thanh Oai    | Nguyễn Đăng Kính                              | 66,16            |
| Ứng Hoà, Mỹ Đức, Thường Tín, Phú Xuyên     | Phạm Khôi Nguyên                              | 80,74            |
| Ứng Hoà, Mỹ Đức, Thường Tín, Phú Xuyên     | Nguyễn Thị Tuyến                              | 77,72            |
| Ứng Hoà, Mỹ Đức, Thường Tín, Phú Xuyên     | Tô Văn Thường (tức Tô Thường)                 | 76,82            |

## Thành phố Hồ Chí Minh
| Đơn vị bầu cử                   | Người trúng cử                 | Tỷ lệ ủng hộ (%) |
| ------------------------------- | ------------------------------ | ---------------- |
| Quận 1, Quận 2, Quận 3          | Nguyễn Minh Triết              | 89,68            |
| Quận 1, Quận 2, Quận 3          | Trần Du lịch                   | 60,21            |
| Quận 1, Quận 2, Quận 3          | Nguyễn Đăng Trừng              | 54,20            |
| Quận 7, Quận 8, Nhà Bè, Cần Giờ | Trần Đông A                    | 66,89            |
| Quận 7, Quận 8, Nhà Bè, Cần Giờ | Trương Thị Ánh                 | 54,33            |
| Quận 7, Quận 8, Nhà Bè, Cần Giờ | Bùi Hoàng Danh                 | 51,53            |
| Quận 4, Quận 6                  | Phạm Phương Thảo               | 74,81            |
| Quận 4, Quận 6                  | Tất Thành Cang                 | 53,53            |
| Quận 5, Quận 10, Quận 11        | Huỳnh Đảm                      | 65,30            |
| Quận 5, Quận 10, Quận 11        | Huỳnh Thành Đạt                | 59,11            |
| Quận 5, Quận 10, Quận 11        | Dao Hà Nữ (tức Dao Nhiễu Linh) | 51,90            |
| Quận Tân Bình, Tân Phú          | Nguyễn Huy Cận                 | 54,66            |
| Quận Tân Bình, Tân Phú          | Nguyễn Việt Dũng               | 53,90            |
| Quận Tân Bình, Tân Phú          | Nguyễn Văn Bé                  | 50,03            |
| Quận Bình Thạnh, Phú Nhuận      | Trần Hoàng Thám                | 60,49            |
| Quận Bình Thạnh, Phú Nhuận      | Nguyễn Ngọc Hòa                | 55,57            |
| Quận Bình Thạnh, Phú Nhuận      | Nguyễn Thị Thu Cúc             | 51,16            |
| Quận 9, Thủ Đức, Gò Vấp         | Lê Thanh Bình                  | 64,18            |
| Quận 9, Thủ Đức, Gò Vấp         | Ngô Minh Hồng                  | 51,56            |
| Quận 12, Hóc Môn, Củ Chi        | Lê Thành Tâm                   | 63,73            |
| Quận 12, Hóc Môn, Củ Chi        | Trần Văn Hùng                  | 62,20            |
| Quận Bình Tân, Bình Chánh       | Huỳnh Thành Lập                | 59,85            |
| Quận Bình Tân, Bình Chánh       | Đặng Ngọc Tùng                 | 58,87            |

## Hải Phòng
| Đơn vị bầu cử                                        | Người trúng cử   | Tỷ lệ ủng hộ (%) |
| ---------------------------------------------------- | ---------------- | ---------------- |
| Quận Hồng Bàng, Lê Chân, Thị xã Đồ Sơn, Bạch Long Vỹ | Lê Văn Thành     | 65,62            |
| Quận Hồng Bàng, Lê Chân, Thị xã Đồ Sơn, Bạch Long Vỹ | Nguyễn Văn Bình  | 60,42            |
| Quận Ngô Quyền, Kiến Thụy, Cát Hải                   | Nguyễn Hoàng Anh | 76,31            |
| Quận Ngô Quyền, Kiến Thụy, Cát Hải                   | Phan Trọng Khánh | 63,38            |
| Quận Kiến An, An Lão, Tiên Lãng, Vĩnh Bảo            | Nguyễn Tấn Dũng  | 99,07            |
| Quận Kiến An, An Lão, Tiên Lãng, Vĩnh Bảo            | Trần Ngọc Vinh   | 67,64            |
| Quận Kiến An, An Lão, Tiên Lãng, Vĩnh Bảo            | Lê Thị Mai       | 65,24            |
| Quận Hải An, Thủy Nguyên, An Dương                   | Nguyễn Văn Hiến  | 85,56            |
| Quận Hải An, Thủy Nguyên, An Dương                   | Dương Anh Điền   | 81,86            |
| Quận Hải An, Thủy Nguyên, An Dương                   | Trần Bá Thiều    | 81,67            |

## Đà Nẵng
| Đơn vị bầu cử                                      | Người trúng cử      | Tỷ lệ ủng hộ (%) |
| -------------------------------------------------- | ------------------- | ---------------- |
| Quận Hải Châu, Sơn Trà, Ngũ Hành Sơn, đảo Hoàng Sa | Phạm Gia Khiêm      | 86,44            |
| Quận Hải Châu, Sơn Trà, Ngũ Hành Sơn, đảo Hoàng Sa | Huỳnh Nghĩa         | 66,98            |
| Quận Hải Châu, Sơn Trà, Ngũ Hành Sơn, đảo Hoàng Sa | Nguyễn Thị Mỹ Hương | 53,62            |
| Quận Thanh Khê, Liên Chiểu, Cẩm Lệ, Hòa Vang       | Nguyễn Bá Thanh     | 86,99            |
| Quận Thanh Khê, Liên Chiểu, Cẩm Lệ, Hòa Vang       | Huỳnh Ngọc Sơn      | 82,57            |
| Quận Thanh Khê, Liên Chiểu, Cẩm Lệ, Hòa Vang       | Nguyễn Thị Kim Thúy | 65,47            |

## Cần Thơ
| Đơn vị bầu cử                                   | Người trúng cử           | Tỷ lệ ủng hộ (%) |
| ----------------------------------------------- | ------------------------ | ---------------- |
| Quận Ninh Kiều, Bình Thủy, Cái Răng, Phong Điền | Nguyễn Tấn Quyên         | 70,11            |
| Quận Ninh Kiều, Bình Thủy, Cái Răng, Phong Điền | Nguyễn Trung Nhân        | 65,27            |
| Quận Ninh Kiều, Bình Thủy, Cái Răng, Phong Điền | Hà Thanh Toàn            | 64,29            |
| Quận Ô Môn, Cờ Đỏ                               | Lê Văn Tâm               | 56,20            |
| Quận Ô Môn, Cờ Đỏ                               | Bùi Thị Lệ Phi           | 54,70            |
| Thốt Nốt, Vĩnh Thạnh                            | Lê Hồng Anh (tức Út Anh) | 73,24            |
| Thốt Nốt, Vĩnh Thạnh                            | Huỳnh Văn Tiếp           | 63,50            |

## An Giang
| Đơn vị bầu cử                                         | Người trúng cử    | Tỷ lệ ủng hộ (%) |
| ----------------------------------------------------- | ----------------- | ---------------- |
| Thành phố Long Xuyên, Thoại Sơn                       | Võ Thanh Khiết    | 70,89            |
| Thành phố Long Xuyên, Thoại Sơn                       | Trần Văn Độ       | 59,37            |
| Châu Phú, Châu Thành                                  | Lê Bộ Lĩnh        | 57,44            |
| Châu Phú, Châu Thành                                  | Lê Thị Dung       | 56,69            |
| Chợ Mới, Phú Tân                                      | Nguyễn Tấn Đạt    | 72,49            |
| Chợ Mới, Phú Tân                                      | Phan Ngọc Trinh   | 63,30            |
| Chợ Mới, Phú Tân                                      | Bùi Trí Dũng      | 59,54            |
| Thị xã Châu Đốc, Tân Châu, An Phú, Tịnh Biên, Tri Tôn | Lê Việt Trường    | 73,69            |
| Thị xã Châu Đốc, Tân Châu, An Phú, Tịnh Biên, Tri Tôn | Mai Thị Ánh Tuyết | 69,70            |
| Thị xã Châu Đốc, Tân Châu, An Phú, Tịnh Biên, Tri Tôn | Phạm Thị Hòa      | 55,47            |

## Bà Rịa-Vũng Tàu
| Đơn vị bầu cử                                            | Người trúng cử    | Tỷ lệ ủng hộ (%) |
| -------------------------------------------------------- | ----------------- | ---------------- |
| Thành phố Vũng Tàu, thành phố Bà Rịa, Tân Thành, Côn Đảo | Nguyễn Văn Cường  | 71,41            |
| Thành phố Vũng Tàu, thành phố Bà Rịa, Tân Thành, Côn Đảo | Nguyễn Văn Quyền  | 64,89            |
| Thành phố Vũng Tàu, thành phố Bà Rịa, Tân Thành, Côn Đảo | Nguyễn Thúc Kháng | 64,16            |
| Châu Đức, Long Điền, Xuyên Mộc, Đất Đỏ                   | Nguyễn Hồng Lĩnh  | 74,33            |
| Châu Đức, Long Điền, Xuyên Mộc, Đất Đỏ                   | Trần Đình Nhã     | 69,60            |
| Châu Đức, Long Điền, Xuyên Mộc, Đất Đỏ                   | Trần Văn Thức     | 67,05            |

## Bắc Giang
| Đơn vị bầu cử                                       | Người trúng cử    | Tỷ lệ ủng hộ (%) |
| --------------------------------------------------- | ----------------- | ---------------- |
| Thành phố Bắc Giang, Việt Yên, Yên Dũng, Lạng Giang | Phạm Văn Minh     | 81,21            |
| Thành phố Bắc Giang, Việt Yên, Yên Dũng, Lạng Giang | Dương Văn Trọng   | 67,12            |
| Thành phố Bắc Giang, Việt Yên, Yên Dũng, Lạng Giang | Vũ Tuyên Hoàng    | 62,25            |
| Yên Thế, Tân Yên, Hiệp Hòa                          | Nguyễn Quốc Cường | 76,19            |
| Yên Thế, Tân Yên, Hiệp Hòa                          | Hoàng Văn Lợi     | 66,75            |
| Yên Thế, Tân Yên, Hiệp Hòa                          | Hoàng Thị Hạnh    | 60,54            |
| Sơn Động, Lục Ngạn, Lục Nam                         | Nguyễn Thiện Nhân | 80,36            |
| Sơn Động, Lục Ngạn, Lục Nam                         | Hoàng Thị Tuân    | 60,13            |

## Bắc Kạn
| Đơn vị bầu cử                                | Người trúng cử   | Tỷ lệ ủng hộ (%) |
| -------------------------------------------- | ---------------- | ---------------- |
| Ba Bể, Ngân Sơn, Na Rì, Pác Nặm              | Dương Đình Hân   | 80,19            |
| Ba Bể, Ngân Sơn, Na Rì, Pác Nặm              | Bế Xuân Trường   | 72,00            |
| Ba Bể, Ngân Sơn, Na Rì, Pác Nặm              | Trần Thị Lộc     | 50,27            |
| Thị xã Bắc Kạn, Chợ Đồn, Bạch Thông, Chợ Mới | Phương Thị Thanh | 76,50            |
| Thị xã Bắc Kạn, Chợ Đồn, Bạch Thông, Chợ Mới | Trịnh Tiến Long  | 67,50            |
| Thị xã Bắc Kạn, Chợ Đồn, Bạch Thông, Chợ Mới | Trịnh Huy Quách  | 64,64            |

## Bạc Liêu
| Đơn vị bầu cử                           | Người trúng cử    | Tỷ lệ ủng hộ (%) |
| --------------------------------------- | ----------------- | ---------------- |
| Thị xã Bạc Liêu, Vĩnh Lợi, Hòa Bình     | Lê Hùng           | 71,66            |
| Thị xã Bạc Liêu, Vĩnh Lợi, Hòa Bình     | Lê Quang Huy      | 71,32            |
| Thị xã Bạc Liêu, Vĩnh Lợi, Hòa Bình     | Trần Thị Hoa Ry   | 66,54            |
| Giá Rai, Đông Hải, Hồng Dân, Phước Long | Võ Thị Hồng Thoại | 86,65            |
| Giá Rai, Đông Hải, Hồng Dân, Phước Long | Cao Ngọc Xuyên    | 81,48            |
| Giá Rai, Đông Hải, Hồng Dân, Phước Long | Cao Thành Văn     | 59,70            |

## Bắc Ninh
| Đơn vị bầu cử                                  | Người trúng cử       | Tỷ lệ ủng hộ (%) |
| ---------------------------------------------- | -------------------- | ---------------- |
| Thành phố Bắc Ninh, Yên Phong, Tiên Du, Từ Sơn | Nguyễn Thị Thanh Hòa | 84,62            |
| Thành phố Bắc Ninh, Yên Phong, Tiên Du, Từ Sơn | Nguyễn Văn Chiến     | 77,57            |
| Thành phố Bắc Ninh, Yên Phong, Tiên Du, Từ Sơn | Nguyễn Phụ Đông      | 71,92            |
| Lương Tài, Gia Bình, Thuận Thành, Quế Võ       | Nguyễn Thế Thảo      | 83,32            |
| Lương Tài, Gia Bình, Thuận Thành, Quế Võ       | Phương Hữu Việt      | 80,57            |
| Lương Tài, Gia Bình, Thuận Thành, Quế Võ       | Đỗ Thị Huyền Tâm     | 66,70            |

## Bến Tre
| Đơn vị bầu cử                        | Người trúng cử       | Tỷ lệ ủng hộ (%) |
| ------------------------------------ | -------------------- | ---------------- |
| Thị xã Bến Tre, Châu Thành, Bình Đại | Đặng Thuần Phong     | 59,60%           |
| Thị xã Bến Tre, Châu Thành, Bình Đại | Trịnh Thị Thanh Bình | 51,90            |
| Giồng Trôm, Ba Tri                   | Nguyễn Thị Thanh Hà  | 70,03            |
| Giồng Trôm, Ba Tri                   | Nguyễn Hữu Phước     | 60,57            |
| Mỏ Cày, Thạnh Phú, Chợ Lách          | Trần Văn Truyền      | 74,52            |
| Mỏ Cày, Thạnh Phú, Chợ Lách          | Trần Văn Châu        | 57,50            |

## Bình Định
| Đơn vị bầu cử                                                | Người trúng cử       | Tỷ lệ ủng hộ (%) |
| ------------------------------------------------------------ | -------------------- | ---------------- |
| Thành phố Quy Nhơn, Vân Canh, Tây Sơn, Vĩnh Thạnh, Tuy Phước | Vũ Hoàng Hà          | 90,04            |
| Thành phố Quy Nhơn, Vân Canh, Tây Sơn, Vĩnh Thạnh, Tuy Phước | Phạm Thị Thanh Hương | 77,74            |
| Thành phố Quy Nhơn, Vân Canh, Tây Sơn, Vĩnh Thạnh, Tuy Phước | Trần Văn Bản         | 53,59            |
| An Nhơn, Phù Cát, Phù Mỹ                                     | Hồ Quốc Dũng         | 88,06            |
| An Nhơn, Phù Cát, Phù Mỹ                                     | Nguyễn Viết Lểnh     | 76,96            |
| An Nhơn, Phù Cát, Phù Mỹ                                     | Võ Thị Thủy          | 60,59            |
| Hoài Ân, An Lão, thị xã Hoài Nhơn                            | Nguyễn Thanh Thụy    | 72,06            |
| Hoài Ân, An Lão, thị xã Hoài Nhơn                            | Nguyễn Đăng Vang     | 55,09            |

## Bình Dương
| Đơn vị bầu cử                          | Người trúng cử      | Tỷ lệ ủng hộ (%) |
| -------------------------------------- | ------------------- | ---------------- |
| Thị xã Thủ Dầu Một, Thuận An, Dĩ An    | Huỳnh Ngọc Đáng     | 64,48            |
| Thị xã Thủ Dầu Một, Thuận An, Dĩ An    | Mai Hữu Tín         | 61,91            |
| Thị xã Thủ Dầu Một, Thuận An, Dĩ An    | Nguyễn Thị Kim Oanh | 61,79            |
| Tân Uyên, Phú Giáo, Bến Cát, Dầu Tiếng | Mai Thế Trung       | 78,83            |
| Tân Uyên, Phú Giáo, Bến Cát, Dầu Tiếng | Trần Văn Nam        | 73,71            |
| Tân Uyên, Phú Giáo, Bến Cát, Dầu Tiếng | Phạm Quý Tỵ         | 67,76            |

## Bình Phước
| Đơn vị bầu cử                                   | Người trúng cử  | Tỷ lệ ủng hộ (%) |
| ----------------------------------------------- | --------------- | ---------------- |
| Bình Long, Lộc Ninh, Chơn Thành, Bù Đốp         | Võ Quyết Chiến  | 78,78            |
| Bình Long, Lộc Ninh, Chơn Thành, Bù Đốp         | Trương Thị Mai  | 68,38            |
| Bình Long, Lộc Ninh, Chơn Thành, Bù Đốp         | Điểu Điều       | 55,29            |
| Thị xã Đồng Xoài, Đồng Phú, Bù Đăng, Phước Long | Ngô Đức Mạnh    | 77,81            |
| Thị xã Đồng Xoài, Đồng Phú, Bù Đăng, Phước Long | Võ Đình Tuyến   | 72,53            |
| Thị xã Đồng Xoài, Đồng Phú, Bù Đăng, Phước Long | Nguyễn Hồng Trà | 65,13            |

## Bình Thuận
| Đơn vị bầu cử                                               | Người trúng cử   | Tỷ lệ ủng hộ (%) |
| ----------------------------------------------------------- | ---------------- | ---------------- |
| Tuy Phong, Bắc Bình, Phú Quý                                | Đào Xuân Nay     | 70,74            |
| Tuy Phong, Bắc Bình, Phú Quý                                | Lương Văn Hải    | 54,07            |
| Thành phố Phan Thiết, Hàm Thuận Bắc, Hàm Thuận Nam, Hàm Tân | Huỳnh Văn Tí     | 86,05            |
| Thành phố Phan Thiết, Hàm Thuận Bắc, Hàm Thuận Nam, Hàm Tân | Hà Minh Huệ      | 68,46            |
| Thành phố Phan Thiết, Hàm Thuận Bắc, Hàm Thuận Nam, Hàm Tân | Trương Quang Hai | 66,12            |
| Thị xã La Gi, Đức Linh, Tánh Linh                           | Nguyễn Văn Đông  | 72,33            |
| Thị xã La Gi, Đức Linh, Tánh Linh                           | Nguyễn Văn Phúc  | 65,41            |

## Cà Mau
| Đơn vị bầu cử                       | Người trúng cử            | Tỷ lệ ủng hộ (%) |
| ----------------------------------- | ------------------------- | ---------------- |
| Thành phố Cà Mau, Thới Bình, U Minh | Bùi Công Bửu              | 77,41            |
| Thành phố Cà Mau, Thới Bình, U Minh | Trần Văn                  | 60,14            |
| Thành phố Cà Mau, Thới Bình, U Minh | Huỳnh Minh Hiếu           | 58,72            |
| Cái Nước, Phú Tân, Trần Văn Thời    | Lý Kim Khánh              | 68,64            |
| Cái Nước, Phú Tân, Trần Văn Thời    | Nguyễn Văn Lưu (Phi Hùng) | 62,43            |
| Năm Căn, Đầm Dơi, Ngọc Hiển         | Nguyễn Hữu Phước          | 83,11            |
| Năm Căn, Đầm Dơi, Ngọc Hiển         | Đặng Như Lợi              | 78,35            |

## Cao Bằng
| Đơn vị bầu cử                                                               | Người trúng cử   | Tỷ lệ ủng hộ (%) |
| --------------------------------------------------------------------------- | ---------------- | ---------------- |
| Thị xã Cao Bằng, Bảo Lạc, Bảo Lâm, Hà Quảng, Thông Nông, Trà Lĩnh, Phục Hoà | Cao Đức Phát     | 85,64            |
| Thị xã Cao Bằng, Bảo Lạc, Bảo Lâm, Hà Quảng, Thông Nông, Trà Lĩnh, Phục Hoà | Hoàng Thị Bình   | 80,97            |
| Thị xã Cao Bằng, Bảo Lạc, Bảo Lâm, Hà Quảng, Thông Nông, Trà Lĩnh, Phục Hoà | Đinh Ngọc Lượng  | 63,30            |
| Trùng Khánh, Hòa An, Quảng Uyên, Hạ Lang, Thạch An, Nguyên Bình             | Nguyễn Thị Nương | 80,79            |
| Trùng Khánh, Hòa An, Quảng Uyên, Hạ Lang, Thạch An, Nguyên Bình             | Triệu Sỹ Lầu     | 74,87            |
| Trùng Khánh, Hòa An, Quảng Uyên, Hạ Lang, Thạch An, Nguyên Bình             | Nguyễn Văn Bính  | 74,49            |

## Đăk Lăk
| Đơn vị bầu cử                                       | Người trúng cử  | Tỷ lệ ủng hộ (%) |
| --------------------------------------------------- | --------------- | ---------------- |
| Thành phố Buôn Ma Thuột, Buôn Đôn, Ea Súp, Cư M'gar | Tòng Thị Phóng  | 80,84            |
| Thành phố Buôn Ma Thuột, Buôn Đôn, Ea Súp, Cư M'gar | Đỗ Minh Hảo     | 73,44            |
| Thành phố Buôn Ma Thuột, Buôn Đôn, Ea Súp, Cư M'gar | Nguyễn Duy Hữu  | 64,96            |
| Krông Bông, Krông Pắc, Lắk, M'Drắk, Krông Ana       | Nguyễn Lân Dũng | 90,64            |
| Krông Bông, Krông Pắc, Lắk, M'Drắk, Krông Ana       | H`Luộc Ntơr     | 77,01            |
| Krông Bông, Krông Pắc, Lắk, M'Drắk, Krông Ana       | Trần Mạnh Cường | 76,77            |
| Ea H'leo, Krông Búk, Krông Năng, Ea Kar             | Niê Thuật       | 82,13            |
| Ea H'leo, Krông Búk, Krông Năng, Ea Kar             | Trần Đình Long  | 78,99            |
| Ea H'leo, Krông Búk, Krông Năng, Ea Kar             | Trương Thị Xê   | 78,51            |

## Đăk Nông
| Đơn vị bầu cử                                             | Người trúng cử | Tỷ lệ ủng hộ (%)       |
| --------------------------------------------------------- | -------------- | ---------------------- |
| Thị xã Gia Nghĩa, Tuy Đức, Đắk R`Lấp, Đắk Glong, Đắk Song | Hồ Nghĩa Dũng  | 84,72% số phiếu hợp lệ |
| Thị xã Gia Nghĩa, Tuy Đức, Đắk R`Lấp, Đắk Glong, Đắk Song | Bùi Thị Hoà    | 83,07                  |
| Thị xã Gia Nghĩa, Tuy Đức, Đắk R`Lấp, Đắk Glong, Đắk Song | Điểu K'Ré      | 78,30                  |
| Đắk Mil, Cư Jút, KRông Nô                                 | Lương Phan Cừ  | 84,06                  |
| Đắk Mil, Cư Jút, KRông Nô                                 | Võ Văn Đủ      | 84,04                  |
| Đắk Mil, Cư Jút, KRông Nô                                 | Thị Trãi       | 70,87                  |

## Điện Biên
| Đơn vị bầu cử                                                 | Người trúng cử    | Tỷ lệ ủng hộ (%) |
| ------------------------------------------------------------- | ----------------- | ---------------- |
| Thị xã Mường Lay, Mường Nhé, Mường Chà, Tủa Chùa, Tuần Giáo   | Nghiêm Vũ Khải    | 93,85            |
| Thị xã Mường Lay, Mường Nhé, Mường Chà, Tủa Chùa, Tuần Giáo   | Lò Văn Muôn       | 87,68            |
| Thị xã Mường Lay, Mường Nhé, Mường Chà, Tủa Chùa, Tuần Giáo   | Trần Thị Dung     | 87,05            |
| Thành phố Điện Biên Phủ, Điện Biên, Điện Biên Đông, Mường Ảng | Phùng Quang Thanh | 95,67            |
| Thành phố Điện Biên Phủ, Điện Biên, Điện Biên Đông, Mường Ảng | Mùa A Sơn         | 93,48            |
| Thành phố Điện Biên Phủ, Điện Biên, Điện Biên Đông, Mường Ảng | Vi Thị Hương      | 72,37            |

## Đồng Nai
| Đơn vị bầu cử                              | Người trúng cử           | Tỷ lệ ủng hộ (%) |
| ------------------------------------------ | ------------------------ | ---------------- |
| Thành phố Biên Hoà, Long Thành, Nhơn Trạch | Huỳnh Tấn Kiệt           | 70,23            |
| Thành phố Biên Hoà, Long Thành, Nhơn Trạch | Lê Hồng Phương           | 65,33            |
| Thành phố Biên Hoà, Long Thành, Nhơn Trạch | Triệu Xuân Hòa           | 64,74            |
| Vĩnh Cửu, Trảng Bom, Thống Nhất            | Phạm Thị Hải             | 72,13            |
| Vĩnh Cửu, Trảng Bom, Thống Nhất            | Phạm Quốc Anh (Quốc Anh) | 69,25            |
| Vĩnh Cửu, Trảng Bom, Thống Nhất            | Hồ Văn Năm               | 65,81            |
| Định Quán, Tân Phú                         | Dương Trung Quốc         | 67,99            |
| Định Quán, Tân Phú                         | Trương Thị Thu Hằng      | 51,36            |
| Thị xã Long Khánh, Xuân Lộc, Cẩm Mỹ        | Lê Thị Thu Ba            | 73,94            |
| Thị xã Long Khánh, Xuân Lộc, Cẩm Mỹ        | Trương Văn Vở            | 66,96            |

## Đồng Tháp
| Đơn vị bầu cử                               | Người trúng cử                        | Tỷ lệ ủng hộ (%) |
| ------------------------------------------- | ------------------------------------- | ---------------- |
| Tân Hồng, Hồng Ngự, Tam Nông, Thanh Bình    | Võ Quốc Trung                         | 67,20            |
| Tân Hồng, Hồng Ngự, Tam Nông, Thanh Bình    | Đỗ Văn Lực                            | 62,46            |
| Tân Hồng, Hồng Ngự, Tam Nông, Thanh Bình    | Nguyễn Kim Hồng                       | 60,88            |
| Thành phố Cao Lãnh, Cao Lãnh, Tháp Mười     | Ngô Quang Xuân                        | 67,55            |
| Thành phố Cao Lãnh, Cao Lãnh, Tháp Mười     | Huỳnh Thị Hoài Thu                    | 54,31            |
| Thị xã Sa Đéc, Lấp Vò, Lai Vung, Châu Thành | Nguyễn Hữu Nhơn (tức Nguyễn Hoài Bão) | 75,06            |
| Thị xã Sa Đéc, Lấp Vò, Lai Vung, Châu Thành | Phan Thị Thu Hà                       | 65,31            |
| Thị xã Sa Đéc, Lấp Vò, Lai Vung, Châu Thành | Ngô Tự Nam                            | 58,20            |

## Gia Lai
| Đơn vị bầu cử                                               | Người trúng cử            | Tỷ lệ ủng hộ (%) |
| ----------------------------------------------------------- | ------------------------- | ---------------- |
| Thị xã An Khê, Đak Đoa, Mang Yang, Đak Pơ, Kbang, Kông Chro | Ksor Phước (tức KPă Bình) | 84,27            |
| Thị xã An Khê, Đak Đoa, Mang Yang, Đak Pơ, Kbang, Kông Chro | Nguyễn Danh               | 73,94            |
| Thành phố Pleiku, Chư Păh, Ia Grai, Chư Prông, Đức Cơ       | Dương Văn Trang           | 86,86            |
| Thành phố Pleiku, Chư Păh, Ia Grai, Chư Prông, Đức Cơ       | Hà Sơn Nhin               | 80,67            |
| Thành phố Pleiku, Chư Păh, Ia Grai, Chư Prông, Đức Cơ       | Nguyễn Thị Thu Hà         | 71,42            |
| Thị xã Ayun Pa, Phú Thiện, Krông Pa, Ia Pa, Chư Sê          | Hà Công Long              | 69,99            |
| Thị xã Ayun Pa, Phú Thiện, Krông Pa, Ia Pa, Chư Sê          | Rcom Sa Duyên             | 68,45            |

## Hà Giang
| Đơn vị bầu cử                                                 | Người trúng cử   | Tỷ lệ ủng hộ (%) |
| ------------------------------------------------------------- | ---------------- | ---------------- |
| Thị xã Hà Giang, Mèo Vạc, Đồng Văn, Yên Minh, Quản Bạ, Bắc Mê | Nguyễn Văn Chiền | 95,14            |
| Thị xã Hà Giang, Mèo Vạc, Đồng Văn, Yên Minh, Quản Bạ, Bắc Mê | Củng Thị Mẩy     | 87,88            |
| Thị xã Hà Giang, Mèo Vạc, Đồng Văn, Yên Minh, Quản Bạ, Bắc Mê | Thào Hồng Sơn    | 87,15            |
| Vị Xuyên, Bắc Quang, Quang Bình, Hoàng Su Phì, Xín Mần        | Triệu Mùi Nái    | 94,15            |
| Vị Xuyên, Bắc Quang, Quang Bình, Hoàng Su Phì, Xín Mần        | Hoàng Minh Nhất  | 92,83            |
| Vị Xuyên, Bắc Quang, Quang Bình, Hoàng Su Phì, Xín Mần        | Bàn Đức Vinh     | 75,47            |

## Hà Nam
| Đơn vị bầu cử                    | Người trúng cử            | Tỷ lệ ủng hộ (%) |
| -------------------------------- | ------------------------- | ---------------- |
| Thị xã Phủ Lý, Lý Nhân, Bình Lục | Trần Tiến Cảnh            | 85,75            |
| Thị xã Phủ Lý, Lý Nhân, Bình Lục | Nguyễn Thị Doan           | 85,61            |
| Thị xã Phủ Lý, Lý Nhân, Bình Lục | Trần Thị Hồng             | 67,09            |
| Duy Tiên, Kim Bảng, Thanh Liêm   | Kiều Hữu Bình             | 81,99            |
| Duy Tiên, Kim Bảng, Thanh Liêm   | Trần Văn Hổ (tức Trần Hổ) | 81,15            |
| Duy Tiên, Kim Bảng, Thanh Liêm   | Lê Minh Hồng              | 79,97            |

## Hà Tĩnh
| Đơn vị bầu cử                                  | Người trúng cử      | Tỷ lệ ủng hộ (%) |
| ---------------------------------------------- | ------------------- | ---------------- |
| Thị xã Hà Tĩnh, Kỳ Anh, Cẩm Xuyên, Hương Khê   | Nguyễn Sinh Hùng    | 97,06            |
| Thị xã Hà Tĩnh, Kỳ Anh, Cẩm Xuyên, Hương Khê   | Trần Tiến Dũng      | 93,08            |
| Thị xã Hà Tĩnh, Kỳ Anh, Cẩm Xuyên, Hương Khê   | Nguyễn Thị Vân      | 82,73            |
| Thạch Hà, Can Lộc, Nghi Xuân, Lộc Hà           | Nguyễn Thị Kim Tiến | 95,61            |
| Thạch Hà, Can Lộc, Nghi Xuân, Lộc Hà           | Nguyễn Nhật         | 87,97            |
| Thị xã Hồng Lĩnh, Đức Thọ, Hương Sơn, Vũ Quang | Trần Đình Đàn       | 87,43            |
| Thị xã Hồng Lĩnh, Đức Thọ, Hương Sơn, Vũ Quang | Nguyễn Thanh Tân    | 87,01            |

## Hải Dương
| Đơn vị bầu cử                                   | Người trúng cử      | Tỷ lệ ủng hộ (%) |
| ----------------------------------------------- | ------------------- | ---------------- |
| Chí Linh, Nam Sách, Kim Thành, Kinh Môn         | Nguyễn Văn Nguyên   | 83,88            |
| Chí Linh, Nam Sách, Kim Thành, Kinh Môn         | Nguyễn Thị Nga      | 76,24            |
| Chí Linh, Nam Sách, Kim Thành, Kinh Môn         | Trần Thế Vượng      | 75,55            |
| Thành phố Hải Dương, Thanh Hà, Tứ Kỳ, Cẩm Giàng | Nguyễn Thị Kim Ngân | 88,42            |
| Thành phố Hải Dương, Thanh Hà, Tứ Kỳ, Cẩm Giàng | Lê Đình Khanh       | 78,01            |
| Thành phố Hải Dương, Thanh Hà, Tứ Kỳ, Cẩm Giàng | Nguyễn Văn Hợp      | 74,20            |
| Gia Lộc, Ninh Giang, Thanh Miện, Bình Giang     | Vũ Văn Hiền         | 88,29            |
| Gia Lộc, Ninh Giang, Thanh Miện, Bình Giang     | Nguyễn Danh Trình   | 84,03            |
| Gia Lộc, Ninh Giang, Thanh Miện, Bình Giang     | Hoàng Thị Hảo       | 69,74            |

## Hậu Giang
| Đơn vị bầu cử                                      | Người trúng cử   | Tỷ lệ ủng hộ (%) |
| -------------------------------------------------- | ---------------- | ---------------- |
| Thị xã Vị Thanh, Vị Thủy, Châu Thành, Châu Thành A | Trần Hồng Việt   | 73,81            |
| Thị xã Vị Thanh, Vị Thủy, Châu Thành, Châu Thành A | Vũ Văn Hiến      | 70,80            |
| Thị xã Vị Thanh, Vị Thủy, Châu Thành, Châu Thành A | Phạm Sơn Hà      | 59,48            |
| Thị xã Ngã Bảy, Phụng Hiệp, Long Mỹ                | Huỳnh Minh Chắc  | 76,85            |
| Thị xã Ngã Bảy, Phụng Hiệp, Long Mỹ                | Nguyễn Hồng Diện | 68,59            |
| Thị xã Ngã Bảy, Phụng Hiệp, Long Mỹ                | Mai Xuân Hùng    | 58,72            |

## Hòa Bình
| Đơn vị bầu cử                                             | Người trúng cử     | Tỷ lệ ủng hộ (%) |
| --------------------------------------------------------- | ------------------ | ---------------- |
| Thành phố Hòa Bình, Đà Bắc, Kim Bôi, Lương Sơn, Kỳ Sơn    | Trương Quang Khánh | 80,69            |
| Thành phố Hòa Bình, Đà Bắc, Kim Bôi, Lương Sơn, Kỳ Sơn    | Bùi Văn Duôi       | 73,22            |
| Thành phố Hòa Bình, Đà Bắc, Kim Bôi, Lương Sơn, Kỳ Sơn    | Trần Việt Hưng     | 55,77            |
| Lạc Sơn, Mai Châu, Tân Lạc, Yên Thủy, Lạc Thủy, Cao Phong | Bùi Thị Bình       | 88,68            |
| Lạc Sơn, Mai Châu, Tân Lạc, Yên Thủy, Lạc Thủy, Cao Phong | Bùi Văn Tỉnh       | 87,81            |

## Hưng Yên
| Đơn vị bầu cử                            | Người trúng cử     | Tỷ lệ ủng hộ (%) |
| ---------------------------------------- | ------------------ | ---------------- |
| Thị xã Hưng Yên, Tiên Lữ, Phù Cừ, Ân Thi | Nguyễn Đình Phách  | 84,48            |
| Thị xã Hưng Yên, Tiên Lữ, Phù Cừ, Ân Thi | Lê Văn Hưng        | 81,97            |
| Thị xã Hưng Yên, Tiên Lữ, Phù Cừ, Ân Thi | Nguyễn Thị Vân Yến | 77,58            |
| Yên Mỹ, Kim Động, Mỹ Hào                 | Lê Doãn Hợp        | 82,65            |
| Yên Mỹ, Kim Động, Mỹ Hào                 | Vũ Quang Hải       | 77,33            |
| Văn Lâm, Văn Giang, Khoái Châu           | Phạm Quang Hợi     | 83,57            |
| Văn Lâm, Văn Giang, Khoái Châu           | Vũ Thị Thu Hà      | 68,77            |

## Khánh Hoà
| Đơn vị bầu cử                                                 | Người trúng cử  | Tỷ lệ ủng hộ (%) |
| ------------------------------------------------------------- | --------------- | ---------------- |
| Vạn Ninh, Ninh Hoà                                            | Vũ Viết Ngoạn   | 60,12            |
| Vạn Ninh, Ninh Hoà                                            | Lê Minh Hiền    | 58,82            |
| Thành phố Nha Trang                                           | Mai Trực        | 65,63            |
| Thành phố Nha Trang                                           | Nguyễn Văn Ba   | 52,06            |
| Thị xã Cam Ranh, Diên Khánh, Khánh Vĩnh, Khánh Sơn, Trường Sa | Nguyễn Tấn Tuân | 76,05            |
| Thị xã Cam Ranh, Diên Khánh, Khánh Vĩnh, Khánh Sơn, Trường Sa | Lê Hữu Đức      | 73,50            |
| Thị xã Cam Ranh, Diên Khánh, Khánh Vĩnh, Khánh Sơn, Trường Sa | Bo Bo Thị Yến   | 62,22            |

## Kiên Giang
| Đơn vị bầu cử                                                               | Người trúng cử                           | Tỷ lệ ủng hộ (%) |
| --------------------------------------------------------------------------- | ---------------------------------------- | ---------------- |
| Tân Hiệp, Châu Thành, Giồng Riềng, Gò Quao                                  | Bùi Tuyết Minh                           | 86,69            |
| Tân Hiệp, Châu Thành, Giồng Riềng, Gò Quao                                  | Bùi Đặng Dũng                            | 80,64            |
| Tân Hiệp, Châu Thành, Giồng Riềng, Gò Quao                                  | Danh Nhưỡng (tức Hòa thượng Danh Nhưỡng) | 75,05            |
| An Biên, An Minh, Vĩnh Thuận, U Minh Thượng                                 | Danh Út                                  | 81,90            |
| An Biên, An Minh, Vĩnh Thuận, U Minh Thượng                                 | Nguyễn Văn Luật                          | 70,99            |
| Thành phố Rạch Giá, thị xã Hà Tiên, Kiên Lương, Hòn Đất, Phú Quốc, Kiên Hải | Bùi Quang Bền                            | 78,62            |
| Thành phố Rạch Giá, thị xã Hà Tiên, Kiên Lương, Hòn Đất, Phú Quốc, Kiên Hải | Nguyễn Thị Kim Bé                        | 69,70            |
| Thành phố Rạch Giá, thị xã Hà Tiên, Kiên Lương, Hòn Đất, Phú Quốc, Kiên Hải | Đinh Xuân Thảo                           | 69,63            |

## Kon Tum
| Đơn vị bầu cử                                  | Người trúng cử  | Tỷ lệ ủng hộ (%) |
| ---------------------------------------------- | --------------- | ---------------- |
| Thị xã Kon Tum, Kon Rẫy, Kon Plông, Sa Thầy    | Nguyễn Kim Khoa | 79,91%           |
| Thị xã Kon Tum, Kon Rẫy, Kon Plông, Sa Thầy    | Y Vêng          | 79,08            |
| Thị xã Kon Tum, Kon Rẫy, Kon Plông, Sa Thầy    | Quách Cao Yềm   | 67,21            |
| Đăk Hà, Đăk Tô, Tu Mơ Rông, Ngọc Hồi, Đăk Glei | Hoàng Hữu Năng  | 91,69            |
| Đăk Hà, Đăk Tô, Tu Mơ Rông, Ngọc Hồi, Đăk Glei | Nguyễn Vinh Hà  | 91,48            |
| Đăk Hà, Đăk Tô, Tu Mơ Rông, Ngọc Hồi, Đăk Glei | Y Ngọc          | 76,54            |

## Lai Châu
| Đơn vị bầu cử                         | Người trúng cử  | Tỷ lệ ủng hộ (%) |
| ------------------------------------- | --------------- | ---------------- |
| Thị xã Lai Châu, Than Uyên, Tam Đường | Giàng Páo Mỷ    | 88,08            |
| Thị xã Lai Châu, Than Uyên, Tam Đường | Trần Quốc Vượng | 87,78            |
| Thị xã Lai Châu, Than Uyên, Tam Đường | Tống Văn Thoóng | 84,06            |
| Phong Thổ, Sìn Hồ, Mường Tè           | Đặng Văn Chiến  | 93,61            |
| Phong Thổ, Sìn Hồ, Mường Tè           | Chu Lê Chinh    | 87,46            |
| Phong Thổ, Sìn Hồ, Mường Tè           | Lò Thị Phương   | 76,42            |

## Lâm Đồng
| Đơn vị bầu cử                                       | Người trúng cử   | Tỷ lệ ủng hộ (%) |
| --------------------------------------------------- | ---------------- | ---------------- |
| Thành phố Đà Lạt, Lạc Dương, Đơn Dương, Đức Trọng   | Lê Văn Học       | 80,37            |
| Thành phố Đà Lạt, Lạc Dương, Đơn Dương, Đức Trọng   | Nguyễn Bá Thuyền | 77,75            |
| Lâm Hà, Di Linh, Đam Rông                           | Võ Minh Phương   | 73,33            |
| Lâm Hà, Di Linh, Đam Rông                           | Ya- Duck         | 62,97            |
| Thị xã Bảo Lộc, Bảo Lâm, Đạ Huoai, Đạ Tẻh, Cát Tiên | Lê Thanh Phong   | 82,79            |
| Thị xã Bảo Lộc, Bảo Lâm, Đạ Huoai, Đạ Tẻh, Cát Tiên | Đặng Thị Nga     | 60,32            |

## Lạng Sơn
| Đơn vị bầu cử                                                         | Người trúng cử     | Tỷ lệ ủng hộ (%) |
| --------------------------------------------------------------------- | ------------------ | ---------------- |
| Hữu Lũng, Chi Lăng, Văn Quan, Bình Gia, Bắc Sơn                       | Trần Thị Hoa Sinh  | 89,02            |
| Hữu Lũng, Chi Lăng, Văn Quan, Bình Gia, Bắc Sơn                       | Dương Hiền         | 74,83            |
| Hữu Lũng, Chi Lăng, Văn Quan, Bình Gia, Bắc Sơn                       | Nguyễn Văn Son     | 66,08            |
| Thành phố Lạng Sơn, Tràng Định, Văn Lãng, Cao Lộc, Lộc Bình, Đình Lập | Phùng Thanh Kiểm   | 82,77            |
| Thành phố Lạng Sơn, Tràng Định, Văn Lãng, Cao Lộc, Lộc Bình, Đình Lập | Nguyễn Minh Thuyết | 70,50            |
| Thành phố Lạng Sơn, Tràng Định, Văn Lãng, Cao Lộc, Lộc Bình, Đình Lập | Hoàng Thị Hương    | 66,44            |

## Lào Cai
| Đơn vị bầu cử                                       | Người trúng cử   | Tỷ lệ ủng hộ (%) |
| --------------------------------------------------- | ---------------- | ---------------- |
| Thành phố Lào Cai, Bát Xát, Sa Pa, Văn Bàn          | Ngô Văn Hùng     | 86,51            |
| Thành phố Lào Cai, Bát Xát, Sa Pa, Văn Bàn          | Sùng Chúng       | 82,90            |
| Thành phố Lào Cai, Bát Xát, Sa Pa, Văn Bàn          | Dương Thị Thu Hà | 77,59            |
| Bảo Thắng, Bảo Yên, Bắc Hà, Si Ma Cai, Mường Khương | Giàng Seo Phử    | 93,41            |
| Bảo Thắng, Bảo Yên, Bắc Hà, Si Ma Cai, Mường Khương | Nguyễn Thị Lan   | 83,66            |
| Bảo Thắng, Bảo Yên, Bắc Hà, Si Ma Cai, Mường Khương | Giàng Vu Thè     | 73,66            |

## Long An
| Đơn vị bầu cử                                               | Người trúng cử                                  | Tỷ lệ ủng hộ (%) |
| ----------------------------------------------------------- | ----------------------------------------------- | ---------------- |
| Đức Hoà, Cần Đước, Cần Giuộc                                | Đặng Văn Xướng                                  | 72,57            |
| Đức Hoà, Cần Đước, Cần Giuộc                                | Trương Hòa Bình (tức Nguyễn Văn Bình – Sáu Đạt) | 71,45%           |
| Đức Hoà, Cần Đước, Cần Giuộc                                | Trương Văn Nọ                                   | 60,68            |
| Thị xã Tân An, Châu Thành, Tân Trụ, Bến Lức, Thủ Thừa       | Nguyễn Thị Thủy Khiêm                           | 71,53            |
| Thị xã Tân An, Châu Thành, Tân Trụ, Bến Lức, Thủ Thừa       | Đỗ Hữu Lâm                                      | 68,87            |
| Thị xã Tân An, Châu Thành, Tân Trụ, Bến Lức, Thủ Thừa       | Võ Thị Dễ                                       | 65,66            |
| Đức Huệ, Thạnh Hoá, Tân Thạnh, Mộc Hoá, Vĩnh Hưng, Tân Hưng | Lê Thanh Liêm                                   | 55,13            |
| Đức Huệ, Thạnh Hoá, Tân Thạnh, Mộc Hoá, Vĩnh Hưng, Tân Hưng | Trần Minh Mẫn                                   | 51,39            |

## Nam Định
| Đơn vị bầu cử                             | Người trúng cử        | Tỷ lệ ủng hộ (%) |
| ----------------------------------------- | --------------------- | ---------------- |
| Thành phố Nam Định, Mỹ Lộc, Ý Yên, Vụ Bản | Chu Văn Đạt           | 83,25            |
| Thành phố Nam Định, Mỹ Lộc, Ý Yên, Vụ Bản | Nguyễn Hữu Đồng       | 80,72            |
| Thành phố Nam Định, Mỹ Lộc, Ý Yên, Vụ Bản | Trần Thị Hằng         | 52,39            |
| Nam Trực, Nghĩa Hưng, Trực Ninh           | Vũ Văn Ninh           | 87,89            |
| Nam Trực, Nghĩa Hưng, Trực Ninh           | Nguyễn Anh Tuấn       | 86,60            |
| Nam Trực, Nghĩa Hưng, Trực Ninh           | Phan Văn Vĩnh         | 83,04            |
| Xuân Trường, Giao Thủy, Hải Hậu           | Trần Văn Tuấn         | 83,81            |
| Xuân Trường, Giao Thủy, Hải Hậu           | Linh mục Lê Ngọc Hoàn | 78,50            |
| Xuân Trường, Giao Thủy, Hải Hậu           | Trần Thị Phương Hoa   | 72,01            |

## Nghệ An
| Đơn vị bầu cử                                      | Người trúng cử    | Tỷ lệ ủng hộ (%) |
| -------------------------------------------------- | ----------------- | ---------------- |
| Kỳ Sơn, Tương Dương, Con Cuông, Anh Sơn, Đô Lương  | Nguyễn Hữu Cường  | 93,21            |
| Kỳ Sơn, Tương Dương, Con Cuông, Anh Sơn, Đô Lương  | Cụt Thị Hợi       | 87,94            |
| Kỳ Sơn, Tương Dương, Con Cuông, Anh Sơn, Đô Lương  | Nguyễn Hữu Nhị    | 72,66            |
| Quế Phong, Quỳ Châu, Quỳ Hợp, Nghĩa Đàn, Tân Kỳ    | Thái Thị An Chung | 86,08            |
| Quế Phong, Quỳ Châu, Quỳ Hợp, Nghĩa Đàn, Tân Kỳ    | Hoàng Văn Minh    | 85,79            |
| Quế Phong, Quỳ Châu, Quỳ Hợp, Nghĩa Đàn, Tân Kỳ    | Vi Thị Tuyết      | 75,19            |
| Yên Thành, Quỳnh Lưu                               | Hồ Đức Việt       | 89,72            |
| Yên Thành, Quỳnh Lưu                               | Hoàng Trần Ky     | 85,97            |
| Yên Thành, Quỳnh Lưu                               | Nguyễn Hữu Quang  | 80,30%           |
| Thành phố Vinh, Thanh Chương, Nam Đàn, Hưng Nguyên | Phan Đình Trạc    | 85,01            |
| Thành phố Vinh, Thanh Chương, Nam Đàn, Hưng Nguyên | Trần Văn Hằng     | 82,15            |
| Thành phố Vinh, Thanh Chương, Nam Đàn, Hưng Nguyên | Nguyễn Minh Hồng  | 75,72            |
| Thị xã Cửa Lò, Diễn Châu, Nghi Lộc                 | Phan Trung Lý     | 87,10            |
| Thị xã Cửa Lò, Diễn Châu, Nghi Lộc                 | Nguyễn Hồng Nhị   | 79,64            |
| Thị xã Cửa Lò, Diễn Châu, Nghi Lộc                 | Phạm Văn Hà       | 78,07            |

## Ninh Bình
| Đơn vị bầu cử                                  | Người trúng cử       | Tỷ lệ ủng hộ (%) |
| ---------------------------------------------- | -------------------- | ---------------- |
| Thị xã Ninh Bình, Nho Quan, Gia Viễn, Hoa Lư   | Đinh Văn Hùng        | 87,85            |
| Thị xã Ninh Bình, Nho Quan, Gia Viễn, Hoa Lư   | Đinh Trịnh Hải       | 86,71            |
| Thị xã Ninh Bình, Nho Quan, Gia Viễn, Hoa Lư   | Đinh Thị Ngoan       | 80,34            |
| Thành phố Tam Điệp, Kim Sơn, Yên Khánh, Yên Mô | Nguyễn Thị Hồng Minh | 88,22            |
| Thành phố Tam Điệp, Kim Sơn, Yên Khánh, Yên Mô | Phạm Minh Tuyên      | 87,24            |
| Thành phố Tam Điệp, Kim Sơn, Yên Khánh, Yên Mô | Bùi Đắc Luyên        | 78,99            |

## Ninh Thuận
| Đơn vị bầu cử                                   | Người trúng cử    | Tỷ lệ ủng hộ (%) |
| ----------------------------------------------- | ----------------- | ---------------- |
| Thành phố Phan Rang-Tháp Chàm, Ninh Sơn, Bác Ái | Hoàng Ngọc Thái   | 76,25            |
| Thành phố Phan Rang-Tháp Chàm, Ninh Sơn, Bác Ái | Nguyễn Thị Mai    | 61,64            |
| Thành phố Phan Rang-Tháp Chàm, Ninh Sơn, Bác Ái | Nguyễn Đình Liêu  | 61,16            |
| Ninh Hải, Ninh Phước, Thuận Bắc                 | Hồ Trọng Ngũ      | 71,09            |
| Ninh Hải, Ninh Phước, Thuận Bắc                 | Nguyễn Ngọc Minh  | 64,12            |
| Ninh Hải, Ninh Phước, Thuận Bắc                 | Đàng Thị Mỹ Hương | 62,61            |

## Phú Thọ
| Đơn vị bầu cử                                                | Người trúng cử         | Tỷ lệ ủng hộ (%) |
| ------------------------------------------------------------ | ---------------------- | ---------------- |
| Thành phố Việt Trì, Tam Nông, Thanh Sơn, Thanh Thủy, Yên Lập | Nguyễn Khắc Nghiên     | 88,79            |
| Thành phố Việt Trì, Tam Nông, Thanh Sơn, Thanh Thủy, Yên Lập | Phùng Văn Toàn         | 78,01            |
| Thành phố Việt Trì, Tam Nông, Thanh Sơn, Thanh Thủy, Yên Lập | Hà Tuấn Hải            | 65,37            |
| Thị xã Phú Thọ, Đoan Hùng, Lâm Thao, Phù Ninh                | Vũ Xuân Hồng           | 76,43            |
| Thị xã Phú Thọ, Đoan Hùng, Lâm Thao, Phù Ninh                | Nguyễn Thị Thanh Huyền | 62,07            |
| Thanh Ba, Hạ Hoà, Cẩm Khê                                    | Lê Thị Yến             | 77,42            |
| Thanh Ba, Hạ Hoà, Cẩm Khê                                    | Vi Trọng Lễ            | 73,21            |

## Phú Yên
| Đơn vị bầu cử                                  | Người trúng cử | Tỷ lệ ủng hộ (%) |
| ---------------------------------------------- | -------------- | ---------------- |
| Phú Hòa, Đông Hòa, Tây Hòa, Sơn Hòa, Sông Hinh | Võ Tiến Trung  | 75,08            |
| Phú Hòa, Đông Hòa, Tây Hòa, Sơn Hòa, Sông Hinh | Bá Thanh Kia   | 62,95            |
| Phú Hòa, Đông Hòa, Tây Hòa, Sơn Hòa, Sông Hinh | Trần Hữu Thế   | 57,89            |
| Thành phố Tuy Hoà, Tuy An, Sông Cầu, Đồng Xuân | Trịnh Thị Nga  | 73,12            |
| Thành phố Tuy Hoà, Tuy An, Sông Cầu, Đồng Xuân | Đinh Văn Nhã   | 71,50            |
| Thành phố Tuy Hoà, Tuy An, Sông Cầu, Đồng Xuân | Võ Minh Thức   | 57,92            |

## Quảng Bình
| Đơn vị bầu cử                              | Người trúng cử      | Tỷ lệ ủng hộ (%) |
| ------------------------------------------ | ------------------- | ---------------- |
| Minh Hoá, Tuyên Hoá, Quảng Trạch, Bố Trạch | Lương Ngọc Bính     | 91,67            |
| Minh Hoá, Tuyên Hoá, Quảng Trạch, Bố Trạch | Nguyễn Quốc Trị     | 90,19            |
| Minh Hoá, Tuyên Hoá, Quảng Trạch, Bố Trạch | Nguyễn Văn Pha      | 84,66            |
| Thành phố Đồng Hới, Quảng Ninh, Lệ Thủy    | Hà Hùng Cường       | 91,06            |
| Thành phố Đồng Hới, Quảng Ninh, Lệ Thủy    | Nguyễn Văn Nhượng   | 75,47            |
| Thành phố Đồng Hới, Quảng Ninh, Lệ Thủy    | Nguyễn Thị Minh Lợi | 75,28            |

## Quảng Nam
| Đơn vị bầu cử                                                                                  | Người trúng cử                   | Tỷ lệ ủng hộ (%) |
| ---------------------------------------------------------------------------------------------- | -------------------------------- | ---------------- |
| Điện Bàn, Đại Lộc, Đông Giang, Tây Giang, Nam Giang                                            | Nguyễn Quy Nhơn                  | 80,38            |
| Điện Bàn, Đại Lộc, Đông Giang, Tây Giang, Nam Giang                                            | Nguyễn Văn Thuận                 | 75,03            |
| Thị xã Hội An, Duy Xuyên, Quế Sơn, Thăng Bình                                                  | Nguyễn Văn Sỹ                    | 80,41            |
| Thị xã Hội An, Duy Xuyên, Quế Sơn, Thăng Bình                                                  | Nguyễn Tiến Quân                 | 73,94            |
| Thị xã Hội An, Duy Xuyên, Quế Sơn, Thăng Bình                                                  | Ngô Văn Minh                     | 73,02            |
| Thành phố Tam Kỳ, Hiệp Đức, Phước Sơn, Núi Thành, Tiên Phước, Nam Trà My, Bắc Trà My, Phú Ninh | Vũ Thị Phương Anh                | 87,09            |
| Thành phố Tam Kỳ, Hiệp Đức, Phước Sơn, Núi Thành, Tiên Phước, Nam Trà My, Bắc Trà My, Phú Ninh | Nguyễn Tấn Trịnh (tức Quang Nam) | 81,79            |
| Thành phố Tam Kỳ, Hiệp Đức, Phước Sơn, Núi Thành, Tiên Phước, Nam Trà My, Bắc Trà My, Phú Ninh | Đinh Mươk                        | 66,15            |

## Quảng Ngãi
| Đơn vị bầu cử                                          | Người trúng cử      | Tỷ lệ ủng hộ (%) |
| ------------------------------------------------------ | ------------------- | ---------------- |
| Bình Sơn, Sơn Tịnh, Trà Bồng, Tây Trà, Sơn Tây, Sơn Hà | Nguyễn Đức Hiền     | 87,71            |
| Bình Sơn, Sơn Tịnh, Trà Bồng, Tây Trà, Sơn Tây, Sơn Hà | Phạm Minh Toản      | 87,27            |
| Bình Sơn, Sơn Tịnh, Trà Bồng, Tây Trà, Sơn Tây, Sơn Hà | Đinh Thị Phương Lan | 74,77            |
| Thành phố Quảng Ngãi, Tư Nghĩa, Nghĩa Hành, Lý Sơn     | Nguyễn Hồng Sơn     | 73,95            |
| Thành phố Quảng Ngãi, Tư Nghĩa, Nghĩa Hành, Lý Sơn     | Mã Điền Cư          | 67,67            |
| Mộ Đức, Đức Phổ, Ba Tơ, Minh Long                      | Võ Tuấn Nhân        | 72,36            |
| Mộ Đức, Đức Phổ, Ba Tơ, Minh Long                      | Đinh Thị Biểu       | 60,72            |

## Quảng Ninh
| Đơn vị bầu cử                                                                | Người trúng cử   | Tỷ lệ ủng hộ (%) |
| ---------------------------------------------------------------------------- | ---------------- | ---------------- |
| Thành phố Hạ Long, Cẩm Phả, Uông Bí                                          | Nguyễn Văn Quynh | 78,04            |
| Thành phố Hạ Long, Cẩm Phả, Uông Bí                                          | Đỗ Thị Lan       | 60,88            |
| Thành phố Hạ Long, Cẩm Phả, Uông Bí                                          | Phạm Hồng Tài    | 60,26            |
| Đông Triều, Yên Hưng, Hoành Bồ                                               | Nguyễn Đức Kiên  | 72,49            |
| Đông Triều, Yên Hưng, Hoành Bồ                                               | Phạm Lễ Chi      | 67,13            |
| Thị xã Móng Cái, Vân Đồn, Cô Tô, Tiên Yên, Đầm Hà, Hải Hà, Bình Liêu, Ba Chẽ | Ngô Thị Minh     | 86,34            |
| Thị xã Móng Cái, Vân Đồn, Cô Tô, Tiên Yên, Đầm Hà, Hải Hà, Bình Liêu, Ba Chẽ | Triệu Đình Sinh  | 70,99            |

## Quảng Trị
| Đơn vị bầu cử                                           | Người trúng cử | Tỷ lệ ủng hộ (%) |
| ------------------------------------------------------- | -------------- | ---------------- |
| Vĩnh Linh, Gio Linh, Cam Lộ, Đakrông, Hướng Hoá, Cồn Cỏ | Phạm Đức Châu  | 89,44            |
| Vĩnh Linh, Gio Linh, Cam Lộ, Đakrông, Hướng Hoá, Cồn Cỏ | Cao Xuân Hồng  | 86,69            |
| Vĩnh Linh, Gio Linh, Cam Lộ, Đakrông, Hướng Hoá, Cồn Cỏ | Ly Kiều Vân    | 61,57            |
| Thị xã Đông Hà, Quảng Trị, Triệu Phong, Hải Lăng        | Lê Bá Nguyên   | 74,65            |
| Thị xã Đông Hà, Quảng Trị, Triệu Phong, Hải Lăng        | Lê Như Tiến    | 70,67            |
| Thị xã Đông Hà, Quảng Trị, Triệu Phong, Hải Lăng        | Hoàng Văn Em   | 60,53            |

## Sóc Trăng
| Đơn vị bầu cử                                  | Người trúng cử               | Tỷ lệ ủng hộ (%) |
| ---------------------------------------------- | ---------------------------- | ---------------- |
| Thành phố Sóc Trăng, Mỹ Tú, Thạnh Trị, Ngã Năm | Võ Minh Chiến                | 77,89            |
| Thành phố Sóc Trăng, Mỹ Tú, Thạnh Trị, Ngã Năm | Uông Chu Lưu                 | 69,17            |
| Thành phố Sóc Trăng, Mỹ Tú, Thạnh Trị, Ngã Năm | Hứa Chu Khem                 | 66,47            |
| Kế Sách, Long Phú, Cù Lao Dung                 | Hồ Thị Cẩm Đào               | 69,36            |
| Kế Sách, Long Phú, Cù Lao Dung                 | Nguyễn Đức Kiên              | 62,97            |
| Mỹ Xuyên, Vĩnh Châu                            | Nguyễn Văn Thống             | 78,11            |
| Mỹ Xuyên, Vĩnh Châu                            | Thạch Kim Sêng (tức Ba Sêng) | 69,04            |

## Sơn La
| Đơn vị bầu cử                                                     | Người trúng cử  | Tỷ lệ ủng hộ (%) |
| ----------------------------------------------------------------- | --------------- | ---------------- |
| Thị xã Sơn La, Thuận Châu, Quỳnh Nhai, Mường La, Sông Mã, Sốp Cộp | Thào Xuân Sùng  | 91,05            |
| Thị xã Sơn La, Thuận Châu, Quỳnh Nhai, Mường La, Sông Mã, Sốp Cộp | Quàng Thị Xuyến | 76,06            |
| Thị xã Sơn La, Thuận Châu, Quỳnh Nhai, Mường La, Sông Mã, Sốp Cộp | Cầm Chí Kiên    | 73,21            |
| Mai Sơn, Yên Châu, Mộc Châu, Phù Yên, Bắc Yên                     | Nông Quốc Tuấn  | 88,99            |
| Mai Sơn, Yên Châu, Mộc Châu, Phù Yên, Bắc Yên                     | Võ Trọng Việt   | 86,65            |
| Mai Sơn, Yên Châu, Mộc Châu, Phù Yên, Bắc Yên                     | Phùng Đức Dinh  | 55,84            |

## Tây Ninh
| Đơn vị bầu cử                                                   | Người trúng cử      | Tỷ lệ ủng hộ (%) |
| --------------------------------------------------------------- | ------------------- | ---------------- |
| Trảng Bàng, Bến Cầu, Gò Dầu, Châu Thành                         | Nguyễn Thị Thu Thủy | 74,17            |
| Trảng Bàng, Bến Cầu, Gò Dầu, Châu Thành                         | Nguyễn Đình Xuân    | 64,30            |
| Trảng Bàng, Bến Cầu, Gò Dầu, Châu Thành                         | Nguyễn Thành Tâm    | 57,61            |
| Thị xã Tây Ninh, Hòa Thành, Tân Biên, Tân Châu, Dương Minh Châu | Nguyễn Thị Bạch Mai | 58,10            |
| Thị xã Tây Ninh, Hòa Thành, Tân Biên, Tân Châu, Dương Minh Châu | Đặng Vũ Minh        | 51,46            |

## Thái Bình
| Đơn vị bầu cử                             | Người trúng cử   | Tỷ lệ ủng hộ (%) |
| ----------------------------------------- | ---------------- | ---------------- |
| Hưng Hà, Quỳnh Phụ, Vũ Thư                | Nguyễn Thái Hùng | 85,34            |
| Hưng Hà, Quỳnh Phụ, Vũ Thư                | Vũ Thị Diện      | 64,23            |
| Hưng Hà, Quỳnh Phụ, Vũ Thư                | Cao Sĩ Kiêm      | 59,37            |
| Đông Hưng, Thái Thụy                      | Vũ Tiến Lộc      | 82,84            |
| Đông Hưng, Thái Thụy                      | Trần Văn Mừng    | 76,99            |
| Đông Hưng, Thái Thụy                      | Phạm Xuân Thường | 62,85            |
| Thành phố Thái Bình, Kiến Xương, Tiền Hải | Nguyễn Hạnh Phúc | 88,97            |
| Thành phố Thái Bình, Kiến Xương, Tiền Hải | Lê Quốc Dung     | 82,86            |
| Thành phố Thái Bình, Kiến Xương, Tiền Hải | Tạ Ngọc Tấn      | 77,98            |

## Thái Nguyên
| Đơn vị bầu cử                           | Người trúng cử   | Tỷ lệ ủng hộ (%) |
| --------------------------------------- | ---------------- | ---------------- |
| Định Hoá, Phú Lương, Đại Từ             | Lê Thị Nga       | 64,52            |
| Định Hoá, Phú Lương, Đại Từ             | Đỗ Mạnh Hùng     | 64,03            |
| Thành phố Thái Nguyên, Võ Nhai, Đồng Hỷ | Nông Đức Mạnh    | 91,35            |
| Thành phố Thái Nguyên, Võ Nhai, Đồng Hỷ | Phạm Mạnh Hùng   | 70,88            |
| Thành phố Thái Nguyên, Võ Nhai, Đồng Hỷ | Phan Văn Tường   | 59,84            |
| Thị xã Sông Công, Phú Bình, Phổ Yên     | Nguyễn Văn Vượng | 78,74            |
| Thị xã Sông Công, Phú Bình, Phổ Yên     | Nguyễn Văn Thời  | 57,94            |

## Thanh Hóa
| Đơn vị bầu cử                                                 | Người trúng cử                   | Tỷ lệ ủng hộ (%) |
| ------------------------------------------------------------- | -------------------------------- | ---------------- |
| Thành phố Thanh Hóa, thị xã Sầm Sơn, Hoằng Hóa, Đông Sơn      | Lê Quang Bình                    | 87,92            |
| Thành phố Thanh Hóa, thị xã Sầm Sơn, Hoằng Hóa, Đông Sơn      | Lê Văn Cuông                     | 83,46            |
| Thành phố Thanh Hóa, thị xã Sầm Sơn, Hoằng Hóa, Đông Sơn      | Nguyễn Thị Lý                    | 53,33            |
| Thị xã Bỉm Sơn, Hà Trung, Nga Sơn, Hậu Lộc                    | Nguyễn Đình Phùng                | 81,48            |
| Thị xã Bỉm Sơn, Hà Trung, Nga Sơn, Hậu Lộc                    | Nguyễn Anh Liên (tức Nguyễn Lào) | 72,93            |
| Quảng Xương, Nông Cống, Tĩnh Gia                              | Tô Huy Rứa                       | 91,89            |
| Quảng Xương, Nông Cống, Tĩnh Gia                              | Lê Hồng Sơn                      | 86,29            |
| Quảng Xương, Nông Cống, Tĩnh Gia                              | Vũ Duy Hòa                       | 85,23            |
| Vĩnh Lộc, Thiệu Hóa, Yên Định, Thạch Thành, Cẩm Thủy          | Lê Ngọc Hân                      | 91,97            |
| Vĩnh Lộc, Thiệu Hóa, Yên Định, Thạch Thành, Cẩm Thủy          | Võ Hồng Phúc                     | 88,26            |
| Vĩnh Lộc, Thiệu Hóa, Yên Định, Thạch Thành, Cẩm Thủy          | Trương Văn Khoa                  | 79,82%           |
| Triệu Sơn, Thọ Xuân, Như Xuân, Như Thanh, Thường Xuân         | Nguyễn Văn Phát                  | 79,30            |
| Triệu Sơn, Thọ Xuân, Như Xuân, Như Thanh, Thường Xuân         | Dương Ngọc Ngưu                  | 78,09            |
| Triệu Sơn, Thọ Xuân, Như Xuân, Như Thanh, Thường Xuân         | Trịnh Thị Giới                   | 62,59            |
| Ngọc Lặc, Lang Chánh, Bá Thước, Quan Hóa, Quan Sơn, Mường Lát | Đinh Tiên Phong                  | 86,78            |
| Ngọc Lặc, Lang Chánh, Bá Thước, Quan Hóa, Quan Sơn, Mường Lát | Bùi Sỹ Lợi                       | 86,28            |
| Ngọc Lặc, Lang Chánh, Bá Thước, Quan Hóa, Quan Sơn, Mường Lát | Phạm Thị Hoa                     | 55,41            |

## Thừa Thiên Huế
| Đơn vị bầu cử                             | Người trúng cử                               | Tỷ lệ ủng hộ (%) |
| ----------------------------------------- | -------------------------------------------- | ---------------- |
| Phong Điền, Quảng Điền, Hương Trà, A Lưới | Nguyễn Ngọc Thiện                            | 81,52            |
| Phong Điền, Quảng Điền, Hương Trà, A Lưới | Nguyễn Thanh Toàn                            | 77,91            |
| Thành phố Huế, Hương Thủy                 | Nguyễn Văn Toàn                              | 79,16            |
| Thành phố Huế, Hương Thủy                 | Nguyễn Hội (tức Hòa thượng Thích Chơn Thiện) | 76,56%           |
| Thành phố Huế, Hương Thủy                 | Nguyễn Thị Thu Hồng                          | 69,62            |
| Phú Vang, Phú Lộc, Nam Đông               | Phan Xuân Dũng                               | 76,90            |
| Phú Vang, Phú Lộc, Nam Đông               | Đồng Hữu Mạo                                 | 68,37            |

## Tiền Giang
| Đơn vị bầu cử                                      | Người trúng cử                   | Tỷ lệ ủng hộ (%) |
| -------------------------------------------------- | -------------------------------- | ---------------- |
| Cái Bè, Cai Lậy                                    | Lê Văn Dũng (tức Nguyễn Văn Nới) | 79,82            |
| Cái Bè, Cai Lậy                                    | Trần Văn Tấn                     | 76,59            |
| Cái Bè, Cai Lậy                                    | Nguyễn Thị Sáng                  | 58,04            |
| Thành phố Mỹ Tho, Tân Phước, Châu Thành            | Nguyễn Hữu Trí                   | 74,40            |
| Thành phố Mỹ Tho, Tân Phước, Châu Thành            | Lê Dũng (tức Lê Văn Tươi)        | 59,38            |
| Thành phố Mỹ Tho, Tân Phước, Châu Thành            | Nguyễn Văn Tiên                  | 58,84            |
| Thị xã Gò Công, Chợ Gạo, Gò Công Tây, Gò Công Đông | Nguyễn Hữu Chí                   | 79,89            |
| Thị xã Gò Công, Chợ Gạo, Gò Công Tây, Gò Công Đông | Nguyễn Hữu Hùng                  | 69,49            |
| Thị xã Gò Công, Chợ Gạo, Gò Công Tây, Gò Công Đông | Võ Thị Thuý Loan                 | 52,27            |

## Trà Vinh
| Đơn vị bầu cử                                | Người trúng cử                 | Tỷ lệ ủng hộ (%) |
| -------------------------------------------- | ------------------------------ | ---------------- |
| Thị xã Trà Vinh, Càng Long, Cầu Kè, Tiểu Cần | Nguyễn Thái Bình (chính khách) | 87,62            |
| Thị xã Trà Vinh, Càng Long, Cầu Kè, Tiểu Cần | Nguyễn Thị Khá                 | 72,43            |
| Thị xã Trà Vinh, Càng Long, Cầu Kè, Tiểu Cần | Thạch Thị Dân                  | 52,22            |
| Trà Cú, Duyên Hải, Châu Thành, Cầu Ngang     | Huỳnh Phước Long               | 78,50            |
| Trà Cú, Duyên Hải, Châu Thành, Cầu Ngang     | Dương Kim Anh                  | 74,46            |
| Trà Cú, Duyên Hải, Châu Thành, Cầu Ngang     | Sơn Tám                        | 56,17            |

## Tuyên Quang
| Đơn vị bầu cử                                   | Người trúng cử                  | Tỷ lệ ủng hộ (%) |
| ----------------------------------------------- | ------------------------------- | ---------------- |
| Thị xã Tuyên Quang, Na Hang, Chiêm Hoá, Hàm Yên | Phan Thị Mỹ Bình                | 72,26            |
| Thị xã Tuyên Quang, Na Hang, Chiêm Hoá, Hàm Yên | Nguyễn Sáng Vang                | 71,53            |
| Thị xã Tuyên Quang, Na Hang, Chiêm Hoá, Hàm Yên | Đinh Thế Huynh                  | 70,15            |
| Yên Sơn, Sơn Dương                              | Hà Thị Khích (tức Hà Thị Khiết) | 73,85            |
| Yên Sơn, Sơn Dương                              | Nguyễn Văn Sơn                  | 70,78            |
| Yên Sơn, Sơn Dương                              | Trương Xuân Quý                 | 64,59            |

## Vĩnh Long
| Đơn vị bầu cử                                  | Người trúng cử             | Tỷ lệ ủng hộ (%) |
| ---------------------------------------------- | -------------------------- | ---------------- |
| Thị xã Vĩnh Long, Long Hồ, Tam Bình, Mang Thít | Phan Đức Hưởng             | 69,52            |
| Thị xã Vĩnh Long, Long Hồ, Tam Bình, Mang Thít | Võ Văn Thưởng              | 66,73            |
| Thị xã Vĩnh Long, Long Hồ, Tam Bình, Mang Thít | Lê Văn Điệt                | 60,04            |
| Bình Minh, Trà Ôn, Vũng Liêm                   | Võ Văn Liêm (tức Bảy Liêm) | 78,32            |
| Bình Minh, Trà Ôn, Vũng Liêm                   | Trần Văn Kiệt              | 68,73            |
| Bình Minh, Trà Ôn, Vũng Liêm                   | Hồ Thị Thu Hằng            | 54,38            |

## Vĩnh Phúc
| Đơn vị bầu cử                                            | Người trúng cử                | Tỷ lệ ủng hộ (%) |
| -------------------------------------------------------- | ----------------------------- | ---------------- |
| Lập Thạch, Tam Dương, Tam Đảo                            | Ngô Văn Dụ                    | 89,88            |
| Lập Thạch, Tam Dương, Tam Đảo                            | Lưu Thị Chi Lan               | 65,96            |
| Thành phố Vĩnh Yên, thị xã Phúc Yên, Bình Xuyên, Mê Linh | Trịnh Đình Dũng               | 88,95            |
| Thành phố Vĩnh Yên, thị xã Phúc Yên, Bình Xuyên, Mê Linh | Lê Thị Nguyệt                 | 79,41            |
| Thành phố Vĩnh Yên, thị xã Phúc Yên, Bình Xuyên, Mê Linh | Trần Hanh (tức Trần Huy Hanh) | 75,77            |
| Yên Lạc, Vĩnh Tường                                      | Nguyễn Xuân Thuyết            | 77,96            |
| Yên Lạc, Vĩnh Tường                                      | Hoàng Văn Toàn                | 66,11            |

## Yên Bái
| Đơn vị bầu cử                                               | Người trúng cử     | Tỷ lệ ủng hộ (%) |
| ----------------------------------------------------------- | ------------------ | ---------------- |
| Thành phố Yên Bái, Yên Bình, Văn Yên, Lục Yên               | Phùng Quốc Hiển    | 87,12            |
| Thành phố Yên Bái, Yên Bình, Văn Yên, Lục Yên               | Sùng Thị Chư       | 84,27            |
| Thành phố Yên Bái, Yên Bình, Văn Yên, Lục Yên               | Nguyễn Văn Tuyết   | 77,55            |
| Thị xã Nghĩa Lộ, Văn Chấn, Trạm Tấu, Mù Cang Chải, Trấn Yên | Giàng A Chu        | 85,23            |
| Thị xã Nghĩa Lộ, Văn Chấn, Trạm Tấu, Mù Cang Chải, Trấn Yên | Hoàng Thương Lượng | 84,44            |
| Thị xã Nghĩa Lộ, Văn Chấn, Trạm Tấu, Mù Cang Chải, Trấn Yên | Triệu Thị Bình     | 74,56            |